# デーリィサワー
デーリィサワーは、南日本酪農協同が製造する乳酸菌飲料。程よい甘さと、爽やかな口当たりが特徴。

## 概要
プラスチック容器に入っており、アルミで密閉された上面にストローを刺して飲む。

### 味一覧
様々なフルーツの味が販売されている。以下は全てを掲載したものではない。
- メロン - 1969年（昭和44年）発売[1]。
- もも[2]
- ぶどう[3]
- フルーツサワーミックス - 2015年（平成27年）9月8日、2017年（平成29年）9月5日発売。いずれも秋の期間限定商品[4][5]。
- ミックスキャロット - 2020年（令和2年）9月15日発売[6]。
- フルーツミックス - 2021年（令和3年）9月7日発売[7]。
- ゴールデンパイン - 2022年（令和4年）3月15日発売[8]。
- 温州みかん - 2022年（令和4年）9月13日発売[9]。

### 過去の競合商品
1970年代、同様の仕様の飲料が全国的に有名メーカーから発売された。
- 明治乳業「パンチサワー」
- 雪印「フルーツサワー」
- グリコ乳業「フルーツカクテル」
- 協同乳業（名糖）「ハネピスサワー」